# El canto del Autana
El canto del Autana es un videojuego en 3D, desarrollado por la tienda automotriz Alfer, que hace un recorrido por la geografía y mitología de Venezuela.  Esta aventura,  protagonizada por Seiyu, mostrará diversas regiones del país y las limpiará de los daños que dejó Wanulu, Dios del mal, luego de cortar el árbol de la vida.
La historia está basada en una leyenda Wayuu que cuenta que el Autana era un árbol que llegaba hasta la luna. Por las ramas los hombres bajaron hasta la tierra y se establecieron en las zonas cercanas. Pero Wanulu, celoso de la felicidad de los otros, dañó la planta y contaminó toda la tierra, dejando a los humanos varados en la tierra.
El juego se desarrolla en el territorio geográfico de Venezuela, dividido en 10 niveles, cada uno representado por un parque o monumento icono de cada zona: Los Médanos de Coro, el Lago de Maracaibo, la Sierra Nevada, el Sistema del Taico en Delta Amacuro, la Gran Sabana, Nueva Esparta y el Valle de Caracas.  Durante el recorrido, además, los personajes utilizan elementos culturales típicos del país, como por ejemplo las máscaras de Yare o las 8 estrellas, que se deben conseguir en cada nivel.
El desarrollo del juego comenzó como una estrategia publicitaria de la tienda Alfer, que al cambiar de nicho de mercado sintió la necesidad de generar otras vías de promoción del negocio. Para ello, comenzaron con una simple plataforma interactiva. Pero a medida que fue creciendo la idea, fue creciendo el proyecto hasta convertirse en un videojuego. Aunque está patrocinado por Alfer, el juego es también una opción para que otras empresas empleen en él distintas estrategias publicitarias no invasivas para llegar a los consumidores con más cercanía.

## Equipo de desarrollo
| Nombre            | Trabajo                                        |
| ----------------- | ---------------------------------------------- |
| Daniel Urbáez     | Animador 3D                                    |
| Jenny Valdez      | Programadora                                   |
| Jonathan Lauria   | Ilustrador Conceptual                          |
| Jorge Palacios    | Programador de BackEnd                         |
| Jorge Orta        | Compositor / Diseño e Implementación de Sonido |
| Jorge Veloso      | Alquimista Digital / Diseñador Principal       |
| Luis Vieira       | Programador                                    |
| Valentina Mendoza | Coordinador de Medios                          |
| Verónica Mazzaro  | Ilustradora/Texturizadora                      |

## Resumen de la trama
"Cuando el mundo fue creado, los hombres navegaron hasta la tierra sobre la luna, su canoa sideral; bajaron por las ramas del árbol de la vida, el Autana, hasta tierras venezolanas y se establecieron en estos terrenos haciéndolos prosperar con el refugio y los frutos que el árbol les ofrecía. Pero Wanulu, dios del mal, celoso de la felicidad de otros, cortó el árbol de la vida y contaminó toda la tierra alejando a los hombres de la luna.
Por siglos, Maleiwa ha intentado expulsar a Wanulu de las tierras venezolanas sin éxito. Finalmente, el dios creador logra despertar a un espíritu protector de la tierra, Seyuu, que será capaz de ayudarlo a restaurar el árbol de la vida y derrotar a Wanulu para siempre.
Seyuu deberá recorrer toda Venezuela en busca de los tesoros ancestrales que lo ayudarán a ganar fuerzas para enfrentarse a Wanulu. A medida que va recorriendo el país, Seyuu irá sanando las ramas del Autana para que se recupere completamente y así las fuerzas del dios maligno se vean debilitadas."

## Personajes
- Autana (Árbol de la Vida) el Autana era un árbol que llegaba hasta la luna. Por las ramas del árbol, los hombres bajaron hasta la tierra y se establecieron en las zonas cercanas.

- Wanulu (Dios del Mal) Celoso de la felicidad de los humanos, cortó el árbol de la vida y contaminó toda la tierra, dejando además a los humanos varados en la tierra.

- Seiyu (Espíritu Protector de la Tierra) Protagonista del juego, deberá recorrer toda Venezuela en busca de los tesoros ancestrales que lo ayudarán a ganar fuerzas para enfrentarse a Wanulu.

- Maleiwa (Dios creador) y gran señor rocoso , es quien invoca a Seiyu, junto a las fuerzas de la naturaleza, para rescatar la tierra y regenerar el Autana, Árbol de la vida. A este Dios deberá acudir el espíritu protector para ser aconsejado en su misión para recuperar las hermosas tierras venezolanas.

## Niveles o escenarios
El juego se desarrolla en el territorio geográfico de Venezuela, dividido en 10 niveles, cada uno representado por un parque o monumento icónico de cada zona.
- Los Médanos de Coro
- El Lago de Maracaibo
- La Sierra Nevada
- El Sistema del Taico  en Delta Amacuro
- La Gran Sabana
- Nueva Esparta
- El Autana, (nivel que sirve de Hub para el jugador)
- El Valle de Caracas
- El último nivel, son los distintos escenarios que comprenden el juego.

- Datos: Q25413591